# 莫莉屋

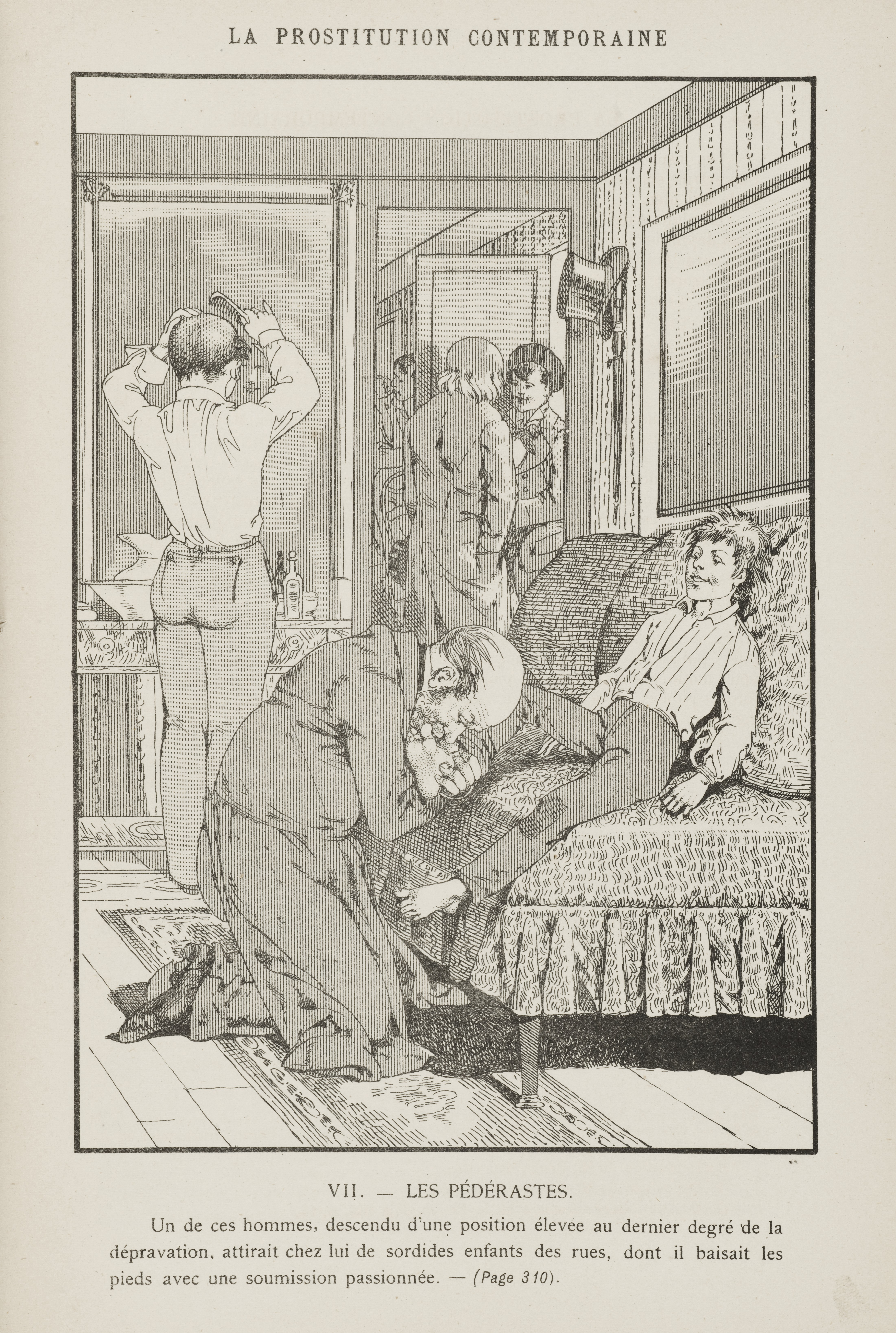
法律訴訟常視莫莉屋視為妓院

莫莉屋（英語：Molly house）是18世紀英格兰面向男同性戀及異裝癖人士的酒吧和社交場所，是今日同性戀酒吧的原型之一。最著名者是位於倫敦的瑪格麗特·克拉普莫莉屋。
在18世紀英格蘭，「莫莉」（Molly）一詞雖然有女性之意，但通常是指男同性戀。在英国指专为男同性恋提供性服务的男性性工作者。这些人一般取女性名字，着女装，行为举止模仿女性，相互称呼彼此为“姑娘”（madam）。
「莫莉」这个词由「玛丽」（Mary）转化而来。而「瑪麗」在俚语有妓女的意思，这要追溯到《圣经》，其中有妓女玛丽。
作为亚文化，专为男同性恋提供性服务的男性性工作者这一群体出现在18世纪早期的伦敦，当这个群体曝光的時候，人们开始使用“莫莉”这个名詞来指待这些有点娘娘腔的男妓，并称呼他们工作的妓院为莫莉屋。